# Utkirjon Nigmatov
 (décembre 2023).
Utkirjon Nigmatov (né le 10 septembre 1990) est un judoka et Paralympien ouzbek qui concourt dans la catégorie de poids jusqu'à 66 kg. Il est le champion des Jeux paralympiques d'été de 2016, médaillé aux Championnats du monde, vainqueur des Jeux asiatiques d'été handisport et médaillé lors de coupes du monde et d'événements de Grand Prix en judo handisport.

## Carrière
En 2014, lors des Championnats du monde de judo pour les personnes malvoyantes qui se sont déroulés à Colorado, aux États-Unis, il a remporté une médaille d'argent dans sa catégorie de poids, perdant en finale face à Bayram Mustafayev de l'Azerbaïdjan,. En 2015, lors des Jeux mondiaux pour les aveugles et les malvoyants qui se sont déroulés à Séoul, en Corée du Sud, dans la compétition de judo dans la catégorie de poids jusqu'à 66 kg, il a remporté la victoire en finale face au judoka mongol Munkhbat Aajim.
En 2016, lors des Jeux Paralympiques d'été à Rio de Janeiro, au Brésil, dans la catégorie de poids jusqu'à 66 kg, il a remporté une victoire en finale contre le judoka azerbaïdjanais Bayram Mustafayev, décrochant ainsi la médaille d'or olympique. La même année, le Président de l'Ouzbékistan, Shavkat Mirziyoyev, a décerné à Utkirjon le titre honorifique « Oʻzbekiston iftixori » (« Fierté de l'Ouzbékistan »),,.
En 2018, lors des Jeux asiatiques d'été handisport à Jakarta, en Indonésie, dans la catégorie de poids jusqu'à 66 kg, il est sorti victorieux en finale contre le judoka kazakh Azamat Turumbetov, remportant ainsi la médaille d'or des jeux. Lors de la même compétition, il a également remporté une médaille de bronze en tant que membre de l'équipe d'Ouzbékistan. La même année, lors des Championnats du monde de judo pour les personnes malvoyantes qui se sont déroulés à Lisbonne, au Portugal, il a remporté une médaille de bronze dans sa catégorie de poids.
En 2021, il a remporté la médaille d'argent lors de l'étape du Grand Prix de judo pour les personnes malvoyantes et malvoyantes à Bakou, en Azerbaïdjan, dans la catégorie de poids jusqu'à 66 kg, perdant en finale contre l'Azerbaïdjanais Namig Abbasli,,,.

## Médailles

### Championnats du monde IBSA
| Année | Emplacement          | Événement       | Position |
| ----- | -------------------- | --------------- | -------- |
| 2014  | Colorado, États-Unis | Judo individuel | 2e       |
| 2018  | Lisbonne, Portugal   | Judo individuel | 1er      |

### Jeux mondiaux IBSA
| Année | Emplacement         | Événement       | Position |
| ----- | ------------------- | --------------- | -------- |
| 2015  | Séoul, Corée du Sud | Judo individuel | 1er      |

### Jeux paralympiques
| Année | Emplacement            | Événement       | Position |
| ----- | ---------------------- | --------------- | -------- |
| 2016  | Rio de Janeiro, Brésil | Judo individuel | 1er      |

### Coupe du monde IBSA
| Année | Emplacement       | Événement       | Position |
| ----- | ----------------- | --------------- | -------- |
| 2017  | Antalya, Turquie  | Judo individuel | 3ème     |
| 2020  | Tbilissi, Géorgie | Judo individuel | 3ème     |

### Jeux Para asiatiques de Jakarta
| Année | Emplacement        | Événement       | Position |
| ----- | ------------------ | --------------- | -------- |
| 2018  | Jakarta, Indonésie | Judo individuel | 1er      |

### Grand Prix IBSA de judo
| Année | Emplacement        | Événement       | Position |
| ----- | ------------------ | --------------- | -------- |
| 2021  | Bakou, Azerbaïdjan | Judo individuel | 2e       |